# Judson Nunes
Judson Amabel Nunes da Cunha Júnior (ur. 5 grudnia 1998 w Campo Grande) – brazylijski siatkarz, reprezentant kraju, grający na pozycji środkowego.
Rozpoczął swoją przygodę z siatkówką, gdy był w drugiej klasie liceum. Jego siostra poleciła jego rodzicom, aby mógł uczyć się i grać w jej szkole Maria Constança.
W reprezentacji Brazylii brał udział w Lidze Narodów w 2023 i 2024 roku.

## Sukcesy klubowe
Klubowe Mistrzostwa Ameryki Południowej:
- 2022[11]

Liga brazylijska:
- 2025[12]

## Sukcesy reprezentacyjne
Igrzyska Panamerykańskie:
- 2023[13]

Mistrzostwa Ameryki Południowej:
- 2023[14]

Liga Narodów:
- 2025[15]

## Nagrody indywidualne
- 2025: Najlepszy środkowy brazylijskiej Superligi w sezonie 2024/2025[16]